# Thàn mát Nam Bộ
Thàn mát Nam Bộ hay mát Nam Bộ (danh pháp: Callerya cochinchinensis) là một loài thực vật có hoa trong họ Đậu. Loài này được François Gagnepain mô tả khoa học đầu tiên năm 1913 dưới danh pháp Millettia cochinchinensis. Năm 1994, Anne M. Schot chuyển nó sang chi Callerya.

## Mẫu định danh
Mẫu định danh: Pierre s.n., do Jean-Baptiste Louis Pierre thu thập tháng 3 năm 1877 tại tỉnh Biên Hòa, Nam Kỳ. Các mẫu còn lưu giữ tại:
- Bảo tàng Lịch sử Tự nhiên Pháp (MNHN), Paris (P): P02141765 (holotype); P02141766 (isotype); P02141767 (isotype);
- Bảo tàng Lịch sử Tự nhiên Anh, London (BM): BM000997331 (isotype);
- Vườn Thực vật Hoàng gia Anh tại Kew (K): K000881015 (isotype).

## Mô tả
Cây bụi leo bám hoặc cây bụi xoắn (quấn) hoặc dây leo thân gỗ/nửa thân gỗ, cao 1-20 m. Lá kèm sớm rụng. Lá kép với trục lá dài 4-16 cm, đường kính 1-1,5 mm, thưa lông; thể gối 6-8 × 1,5-2,5 mm. Lá kèm lá chét (lá kèm nhỏ) sớm rụng. Cuống lá chét dài 5-6 mm, đường kính 1-1,2 mm. Lá chét 3-5, màu xanh lục sẫm bóng láng, mặt dưới xanh lục nhạt, hình elip (hẹp), 6-14 × 3,5-8 cm; đáy tù, hơi lệch; đỉnh nhọn đầu; nhẵn nhụi cả hai mặt. Hệ gân rất thưa lông trên gân giữa gần đáy ở mặt dưới, nhẵn nhụi mặt trên. Gân giữa phẳng ở mặt trên. Gân thứ cấp 4-5 đôi, nhô lên ở mặt trên, vòng cung mép ở gần mép lá. Các gân giữa các gân thứ cấp thay đổi tùy biến. Hệ gân khác biệt, hình mắt lưới, nổi rõ ở mặt trên. Cụm hoa là chùy hoa hoặc cành hoa đầu cành hay nách lá, hoặc là chùy hoa có lá ở đầu cành, dài 6-23 cm, trục cụm hoa đường kính 1-1,5 mm, rậm lông. Cuống hoa dài 4-8 mm. Lá bắc kèm trục cụm hoa sớm rụng; lá bắc hoa hình tam giác, dài ~1 mm, phần lớn sớm rụng. Lá bắc con ở đỉnh cuống hoa, hình trứng, 0,8-1 × ~0,5 mm, bền. Hoa dài 18-21 mm. Đài hoa hình chuông, hơi xiên, đài 6-7 × ~10 mm, các răng hơi không đều, gần cắt cụt, dài 0,1-1 mm. Phiến cánh cờ gần tròn, không tai, 15-17 × 14-16 mm, mặt ngoài có lông lụa, có thể chai ở đáy, không ống dẫn mật, vuốt dài 3-5 mm. Các cánh bên ngắn rõ nét so với cánh lưng, các phiến rời, hình trứng ngược hẹp, tai dưới rất nhỏ, 14-16 × 3,5-4,5 mm, nhẵn nhụi, tai trên hơi nhăn nheo tại đáy, vuốt dài 2,5-3,5 mm. Cánh lưng hình trứng ngược, tai trên nhỏ, 13-15,5 × 5-7 mm, nhẵn nhụi, các túi bên không khác biệt, vuốt dài 5-6 mm. Ống nhị dài 13-15 mm. Đĩa khác biệt, có thùy, dài 1-1,5 mm. Bầu nhụy dài 15-17 mm, rậm lông lụa. Vòi nhụy có lông rung ở đáy, nhẵn nhụi dần về phía đỉnh. Noãn 3-4. Hoa màu trắng tới kem tới tím oải hương, cánh cờ màu vàng ánh xám với các sọc tía bên trong, cánh bên và cánh lưng màu hồng, thơm nhẹ. Quả đậu hình elip, có cuống dài và mỏ dài, phồng lên, màu xanh lục, vàng nâu, có lông tơ, 7-10 × 3-4 cm, có lông, nhẵn mịn. Hạt 1 (hoặc 2), hình elipxoit, 20-25 × 30-35 mm, dày 15-20 mm. Ra hoa tháng 3-9; tạo quả tháng 6-10.

## Phân bố
Loài này có tại miền nam Việt Nam. Môi trường sống và sinh thái là trong các bụi cây, rừng, khe núi có rừng, dọc bờ sông suối trên đất sét hay đát cát ẩm. Cao độ 200-1.100 m.